# Renaultgebouw
Het Renaultgebouw is een monumentaal gebouw in Amsterdam-Oost, Watergraafsmeer. Het gebouw heeft drie adressen: Pauwenpad 1-3, Wibautstraat 224 en Prins Bernardplein 173-175
Het gebouw werd in 1958 en 1959 gebouwd aan het Mr. Treubplein voor de autofabrikant Renault (Règie Nationale des Usines Renault Frankrijk). Het ontwerp was afkomstig van architecten Wouter Sybrand van de Erve (1914-1994) en Rud. van der Heijden en werd in overleg met Renault vastgelegd. De architecten lieten zich beïnvloeden door Le Corbusier. Het gebouw zou dienen tot showroom, reparatiewerkplaats, magazijn en kantoren van de Franse fabrikant. Er was tevens een benzinepomp aanwezig. De directeur van Renault kwam in voorjaar 1957 naar Amsterdam om de plannen toe te lichten in het Amstel Hotel. Renault was toen na General Motors, Ford en Volkswagen de vierde autoverkoper van Nederland. Het is opgetrokken met een plint (waarin de showroom) met twee tot vier bouwlagen. Het geheel wordt gedragen door een betonskelet met paddenstoelkolommen; de buitengevels bevatten voornamelijk groenachtige glaspartijen, aluminium en tegelwerk. Renault was toentertijd populair in Nederland (op twee na grootste automerk dankzij de Renault Dauphine). Het bijzondere aan het gebouw was de grote hellingbaan, voor intern transport, maar ook toegang tot de parkgelegenheid op het dak. Onder het gebouw ligt ook een kelder van 55 bij 100 meter. Van boven af gezien laat het pand het midden zien tussen een trapezium (met drie rechte hoeken) en een rechthoek (met een schuine zijde). De gevel aan de Wibautstraat is 105 meter lang. Het geheel werd gebouwd met een budget van 6 miljoen gulden, maar inclusief inrichting zou dat oplopen tot 10 miljoen. Het gebouw werd 22 januari 1960 geopend in bijzijn van burgemeester Gijs van Hall. Vlak na de opening werd de naam Mr. Treubplein gewijzigd in Prins Bernhardplein.
In 2000 vertrok Renault naar Schiphol-Rijk.
Begin 21e eeuw werd het gebouw grondig gerenoveerd waarbij de oorspronkelijke gevel deels verloren ging. Ze werd vervangen door een aluminium gevel, die het pand een modernere aanblik zou moeten geven. Het werd toen verhuurd als bedrijfsverzamelgebouw, van waaruit ook Het Financieele Dagblad/ BNR Nieuwsradio ging werken. Het enige dat nog herinnert aan het verleden is de naam van het restaurant Dauphine vernoemd naar de Renault Dauphine. Ook Ebay en Marktplaats hebben hier hun kantoor.
Met de komst van Het Financieele Dagblad verscheen ook het beeld Beursmannetje van Pieter d'Hont op de stoep.

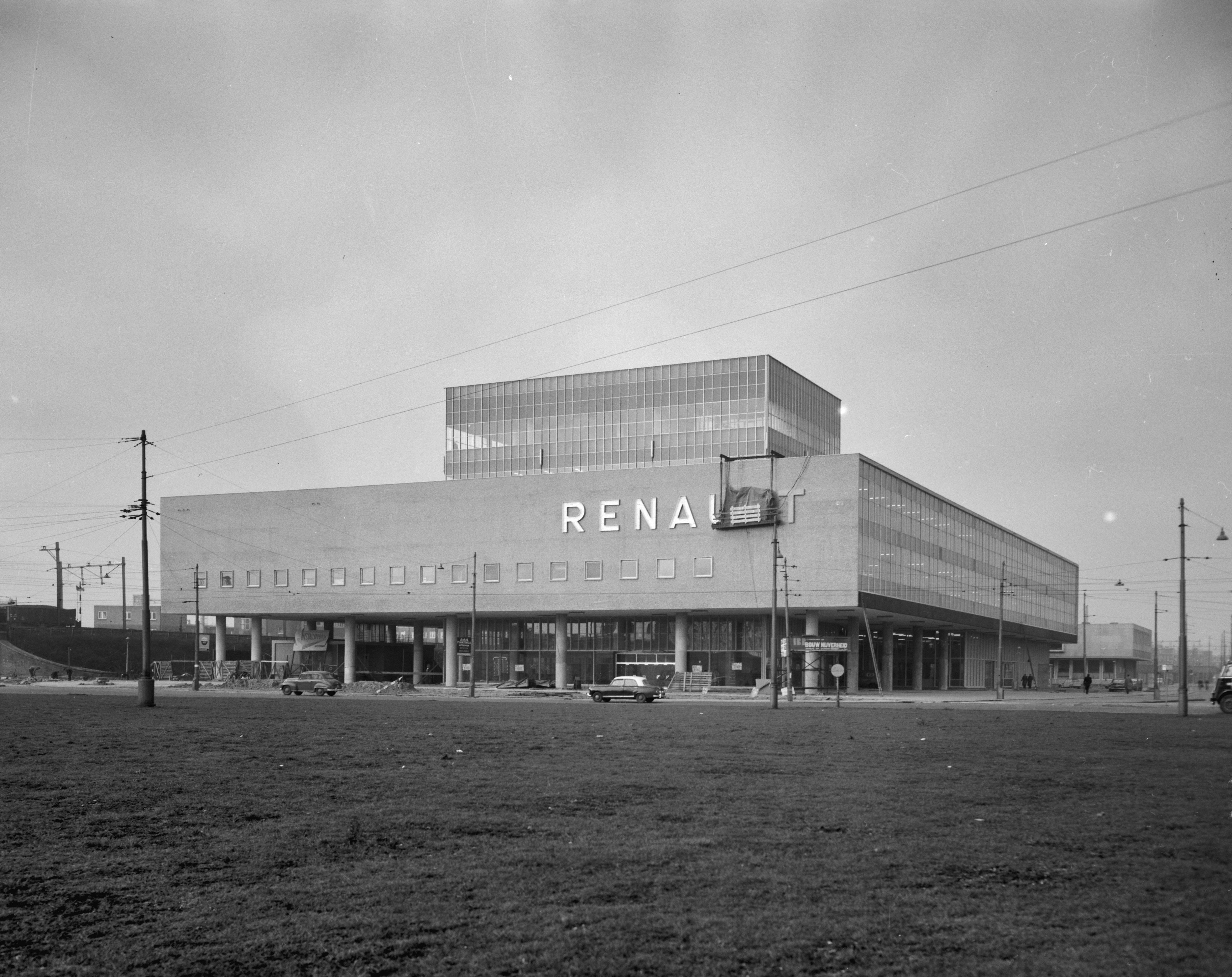
Renaultgebouw in 1960
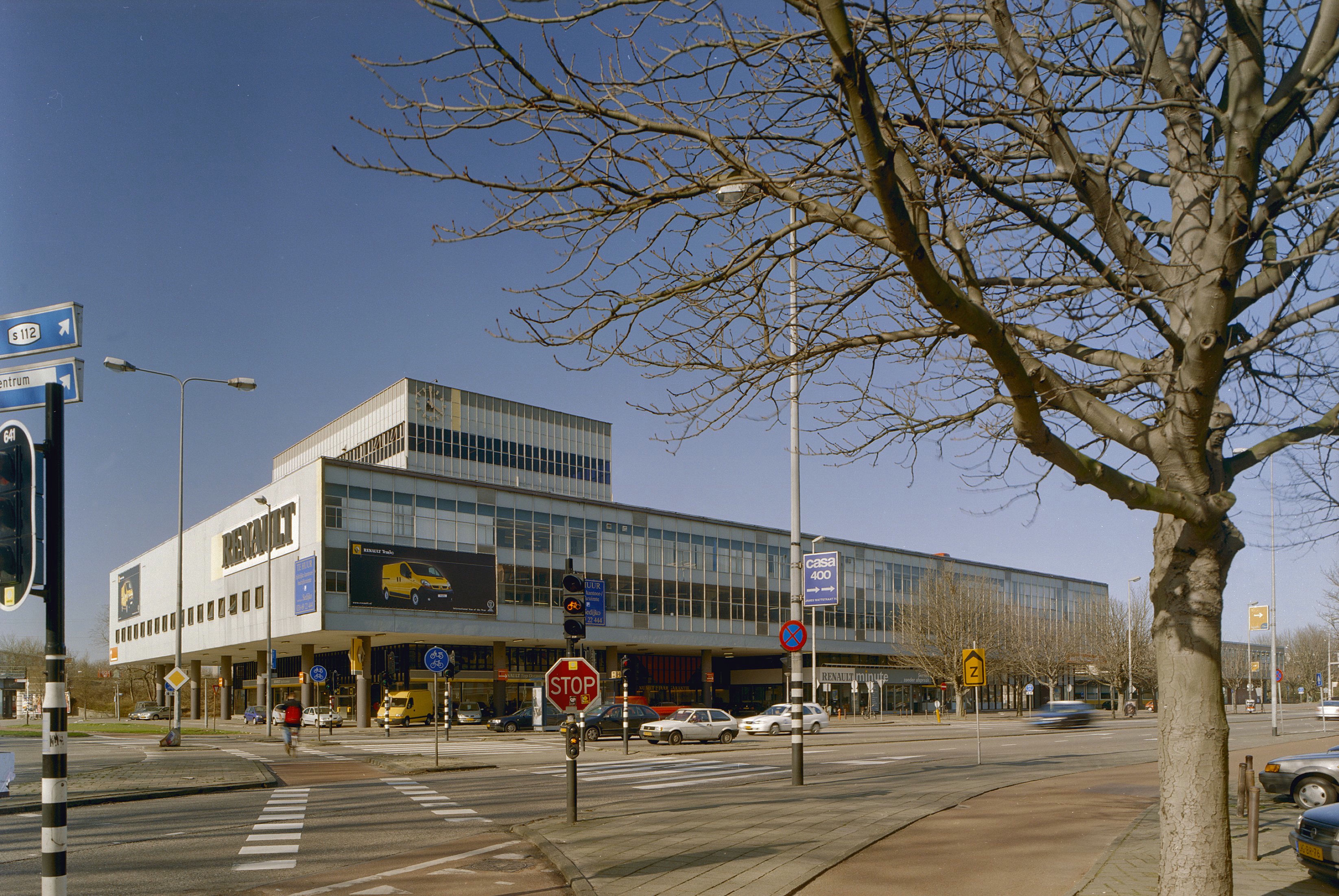
Renaultgebouw in 2002